# Liste des ambassadeurs de Chypre en Finlande
L’ambassadeur de Chypre en Finlande est le représentant légal le plus important de Chypre auprès du gouvernement finlandais.

## Ambassadeurs successifs
| Début | Fin      | Ambassadeur        | Observations |
| ----- | -------- | ------------------ | ------------ |
| 1999  | 2002     | Leonidas Markides  | -            |
| 2003  | 2006     | Loria Markides     | -            |
| 2007  | 2011     | Thalia Petrides    | -            |
| 2011  | 2014     | Filippos Kritiotis | -            |
| 2014  | en cours | Evangelos Savva    | -            |

## Sources